# SBS배 연승바둑최강전
SBS배 연승바둑최강전은 서울방송(SBS) 주최했던 국내 TV속기전으로 최대 규모의 TV속기전이었다. 사전 대국으로 모니터로 분석하여 녹화는 SBS TV로 방송되어 32명이 토너먼트로 대결하여 결선 8강 · 최종 결승 3번기의 대결로 치러졌다. 1997년 6기 개막전 예선 이후 본선 2국까지 SBS배 연승바둑최강전(TV 속기전)에서 최초 6집반 덤 제도가 시행되었다. 1997년 5기를 끝으로 이 중에서 6기 예선전·본선 2국까지 잠정 중단되었다.

## 상금
- 우승상금은 3,000만원(1기), 2,000만원(2기~5기)이며, 준우승상금은 600만원(1기), 500만원(2기~5기)이다.

## 역대 우승자
- 단위는 당시 프로기사를 기준으로 한다.

| 회수 | 연도        | 우승        | 전적  | 승패 현황 | 준우승        | 비고                                                                 |
| ---- | ----------- | ----------- | ----- | --------- | ------------- | -------------------------------------------------------------------- |
| 1    | 1992 ~ 1993 | 이창호 六단 | 2 - 1 | OXO       | 장수영 九단   | 이창호 六단 초대 우승 및 챔프 이창호 六단 속기 3관왕 달성            |
| 2    | 1993 ~ 1994 | 이창호 六단 | 2 - 0 | OO        | 정수현 七단   | 이창호 六단 2연패                                                    |
| 3    | 1994 ~ 1995 | 이창호 七단 | 2 - 1 | OXO       | 유창혁 六단   | 이창호 七단 3연패 달성!! 최종 결승 3번기 흑번필승                    |
| 4    | 1995 ~ 1996 | 유창혁 七단 | 2 - 0 | OO        | 조훈현 九단   | 유창혁 七단 이후 속기 2관왕                                          |
| 5    | 1996 ~ 1997 | 유창혁 九단 | 2 - 1 | OXO       | 이창호 九단   | 유창혁 九단 2연패 달성!! 최종 결승 3번기 백번필승 마지막 속기 타이틀 |
| 6    | 1997 ~ 1998 | 우승자 없음 | 없음  | 없음      | 준우승자 없음 | 덤 6집반이후 1,2국 이후 잠정 중단 무효를 끝으로 폐지                 |

## 참고 사항
다시보기 서비스가 별도로 제공되고 있으며, 한국기원 보유 자료의 부실한 보관 및 재활용으로 인해 일부 회차의 영상은 누락되었거나 화질이 저하된 상태로 제공되고 있다. (※ 관련 자료는 한국기원 홈페이지 또는 월간 바둑 잡지를 통해 열람하실 수 있음)

## 바둑 경쟁 프로그램
- KBS 바둑왕전 (KBS 1TV)
- MBC 제왕전 (MBC TV)